# パメラ・フライマン
パメラ・フライマン（Pamela Fryman）は、アメリカ合衆国の映画監督である。

## 作品
- ママと恋に落ちるまで
- チャーリー・シーンのハーパー★ボーイズ
- そりゃないぜ!? フレイジャー
- フレンズ